# Butaganzwa (Ruyigi)
Butaganzwa è un comune del Burundi situato nella provincia di Ruyigi con 63.186 abitanti (censimento 2008).

## Geografia antropica

### Suddivisioni amministrative
Il comune è suddiviso in 39 colline.